# Hönsaryd
Hönsaryd är en bebyggelse i Vallda socken i  Kungsbacka kommun, Hallands län. Området avgränsades fram till 2010 som en separat småort, från 2015 räknas det till tätorten Vallda.  